# Contea di Russell (Kentucky)
La contea di Russell in inglese Russell County è una contea dello Stato del Kentucky, negli Stati Uniti. La popolazione al censimento del 2000 era di 16 315 abitanti. Il capoluogo di contea è Jamestown

## Geografia fisica

### Contee confinanti
- Contea di Casey  (nord-est)
- Contea di Pulaski  (nord-est)
- Contea di Wayne  (sud-est)
- Contea di Clinton  (sud)
- Contea di Cumberland  (sud-ovest)
- Contea di Adair  (ovest)